# Palpimanus globulifer
Palpimanus globulifer là một loài nhện trong họ Palpimanidae. Loài này được phát hiện ở Zuid-Afrika.